# ザ・フルール・ド・リス (イギリスのバンド)
ザ・フルール・ド・リス（The Fleur De Lys）は、1964年後半に結成されたイングランドのロック・バンドである。
のちにフリークビートとして知られるサイケデリックへの過渡期のバンドと捉えられている。

## 概要
ハンプシャー州サウサンプトンで結成され、1965年からレ・フルール・ド・リス（Les Flour De Lys）としてメジャー活動を開始した。デビュー・シングルのプロデュースはジミー・ペイジ、セカンド・シングルのプロデュースはグリン・ジョンズが担当した。
メンバーチェンジを繰り返し、ドラマーのキース・ガスターだけが結成から解散まで在籍した。メンバーには後にソロ・シンガーとして活動するゴードン・ハスケル、渡米してジェファーソン・スターシップで活動するピート・シアーズなどもいた。1969年に解散。
現代では「ガレージ・ロック」として扱われることが多い。

## ディスコグラフィ

### シングル
- 1965年 - 「Moondreams」（ノーマン・ペティ）/「Wait For Me」（ジミー・ペイジ） - （イミディエイトIM 20、 レ・フルール・ド・リス名義）
- 1966年 - 「Circles」（ピート・タウンゼント）/「So Come On」 - （イミディエイトIM 32、フルール・ド・リス名義）
- 1966年 - 「Mud in Your Eye」/「I've Been Trying」（カーティス・メイフィールド） - （ポリドール56124）
- 1967年 - 「I Can See a Light」/「Prodigal Son」 - （Polydor 56200)
- 1968年 - 「Gong With the Luminous Nose」/「Hammer Head」（ゴードン・ハスケル） - （Polydor 56251）
- 1968年 - 「Stop Crossing the Bridge」/「Brick by Brick （Stone by Stone）」（グラハム・ディー、ポッター） - （Atlantic 584 193）
- 1969年 - 「(You're Just A) Liar」（ブライン・ハワーズ、Potter） / 「One Girl City」 - （Atlantic 584 243）

### コンピレーション・アルバム
- 1991年 - 「レ・フルール・ド・リス」（FDL 1005）
- 1996年 - 「リフレクションズ」（ブループリント/ボイスプリントBP256CD）
- 2013年 - 「ユーヴ・ガット・トゥ・アーン・イット」（Acid Jazz Records AJX 324）